# Hôpital Santa Cabrini
Pour les articles homonymes, voir Cabrini.
L'Hôpital Santa Cabrini Ospedale est un établissement de santé situé à Montréal, au Québec. Fondé en 1960 sous l'impulsion des Sœurs missionnaires du Sacré-Cœur de Jésus et avec la bénédiction du cardinal Paul-Émile Léger, il est historiquement associé à la communauté italo-montréalaise.

## Histoire
L'origine de l'hôpital remonte à la volonté de la communauté italienne de Montréal d'obtenir un centre hospitalier adapté aux immigrants ne parlant ni français ni anglais. Sous la direction des Sœurs missionnaires du Sacré-Cœur, un projet est mis en place avec le soutien du gouvernement de Maurice Duplessis.
Les plans de l'hôpital ont été conçus par les architectes De Sina et Pellegrino de New York et Franco Consiglio de Montréal. L'établissement présentait une architecture novatrice avec des unités de soins circulaires, une caractéristique unique au Canada à l'époque. L'hôpital est officiellement inauguré le 1er juin 1961 par le cardinal Paul-Émile Léger.
En 2021 l'hôpital a célébré son 60e anniversaire avec une programmation virtuelle financée par la Fondation Santa Cabrini incluant une exposition permanente retraçant son histoire et diverses activités culturelles.

## Missions et services
L'Hôpital Santa Cabrini est un centre hospitalier offrant des services en français, en anglais et en italien. Il se distingue par une approche axée sur l’accessibilité linguistique et culturelle pour la communauté italienne, qui constitue 13,5 % de ses usagers et 45 % de son personnel. De plus, 50 % des bénévoles de l'hôpital sont d'origine italienne et réalisent 75 % des heures de volontariat. Il joue un rôle majeur dans l'est de Montréal, où il complète l'offre de soins de l'Hôpital Maisonneuve-Rosemont.
L'hôpital dispose de deux installations : Un centre hospitalier de soins généraux et spécialisés de 369 lits et un centre d'hébergement de longue durée (CHSLD Dante) de 103 lits. Il emploie environ 1 700 personnes et compte 201 médecins.
Elle offre une vaste gamme de services de santé, dont : un centre de traumatologie secondaire, un centre de lutte contre le cancer, un centre de chirurgie digestive haute, un centre de traitement du cancer du sein et un centre de chirurgie bariatrique. L’établissement propose également des soins palliatifs ainsi que des services en chirurgie thoracique et vasculaire, chirurgie plastique, hématologie, néphrologie et neurologie.
L'établissement reçoit environ 70 000 visites annuelles en clinique externe, 40 000 visites aux urgences et 10 000 admissions hospitalières.

## Modernisation et agrandissement
Dans le cadre de la modernisation de ses infrastructures, l'Hôpital Santa Cabrini a lancé plusieurs projets majeurs. Un nouveau pavillon chirurgical sera construit pour accueillir le bloc opératoire et l’Unité de retraitement des dispositifs médicaux (URDM), comprenant huit salles d’opération, dont deux supplémentaires. La capacité du bloc opératoire sera également augmentée avec l’ajout de 11 civières de réveil, d’une salle d’isolement respiratoire et d’une salle de préparation anesthésique. Un stationnement souterrain de 121 places sera aménagé sous le pavillon. Pour améliorer l’efficacité énergétique, un système de géothermie sera installé et la génératrice sera rehaussée. L’hôpital procédera aussi à l’aménagement d’un centre de dépistage d’imagerie du sein, à la construction d’une nouvelle aile consacrée à l’endoscopie, la chirurgie mineure et l’électrophysiologie, ainsi qu’à l’agrandissement de la pharmacie et à la mise aux normes de la rotonde,.